# Ley de Chapman-Kolmogórov
La ley de Chapman-Kolmogórov se basa en la ecuación del mismo nombre, a la que llegaron de forma independiente el matemático británico Sydney Chapman y el matemático ruso Andréi Kolmogórov. Enunciada de una forma sencilla dice: "la probabilidad de que dos hechos debidos al azar (y que cumplen unas condiciones determinadas), ocurran conjuntamente... es "muy pequeña".
El concepto era conocido de antemano, y se empleaba en la investigación forense. Por ejemplo, se sabe que, en un incendio forestal, si hay un solo foco puede ser accidental, pero si hay dos focos, la probabilidad de que sea provocado es altísima.
Dentro del entorno de entrada de datos de las máquinas de Bull (con tarjetas perforadas tipo Hollerith), se hacía una segunda entrada de datos leyendo al mismo tiempo las tarjetas perforadas en la primera entrada, la máquina pitaba si había alguna diferencia, en caso contrario se daba como correcta, ya que la probabilidad de error pasaba a ser "ínfima".
En ambos ejemplos se está aplicando la ley de Chapman-Kolmogórov, aunque no se explicite.

## Ecuación de Chapman-Kolmogórov
En matemáticas, específicamente en teoría de probabilidad y, en particular, la teoría de procesos estocásticos Markovianos, la ecuación de Chapman-Kolmogórov es una identidad sobre las distribuciones de probabilidad conjunta de los diferentes conjuntos de coordenadas en un proceso estocástico. 
Supongamos que { fi } es una colección indexada de variables aleatorias, es decir, un proceso estocástico. Hacemos
{\displaystyle p_{i_{1},\ldots ,i_{n}}(f_{1},\ldots ,f_{n})}
sea la función conjunta de densidad de probabilidad de los valores de las variables aleatorias de f1 a fn. Entonces, la ecuación de Chapman-Kolmogórov es
{\displaystyle p_{i_{1},\ldots ,i_{n-1}}(f_{1},\ldots ,f_{n-1})=\int _{-\infty }^{\infty }p_{i_{1},\ldots ,i_{n}}(f_{1},\ldots ,f_{n})\,df_{n}}
es decir, una marginalización directa sobre la variable estorbo
(Hay que tener en cuenta que todavía no hemos supuesto nada sobre el orden temporal (o cualquier otro) de las variables aleatorias, la ecuación anterior se aplica igualmente a la marginalización de cualquiera de ellos).

## Aplicación acadenas de Márkov
Cuando el proceso estocástico considerado es markoviano, la ecuación de Chapman-Kolmogórov es equivalente a una identidad en las densidades de transición. En la formación de la cadena de Márkov, se supone que i1 < ... < in. Así, debido a la propiedad de Márkov
{\displaystyle p_{i_{1},\ldots ,i_{n}}(f_{1},\ldots ,f_{n})=p_{i_{1}}(f_{1})p_{i_{2};i_{1}}(f_{2}\mid f_{1})\cdots p_{i_{n};i_{n-1}}(f_{n}\mid f_{n-1}),}
donde la probabilidad condicional {\displaystyle p_{i;j}(f_{i}\mid f_{j})} es la probabilidad de transición entre los momentos {\displaystyle i>j}. Así, la ecuación de Chapman-Kolmogórov toma la forma
{\displaystyle p_{i_{3};i_{1}}(f_{3}\mid f_{1})=\int _{-\infty }^{\infty }p_{i_{3};i_{2}}(f_{3}\mid f_{2})p_{i_{2};i_{1}}(f_{2}\mid f_{1})\,df_{2}.}
Cuando la distribución de probabilidad sobre el espacio de estados de una cadena de Márkov es discreta y la cadena de Márkov es homogénea, las ecuaciones de Chapman-Kolmogórov se pueden expresar en términos de multiplicación de matrices (que pueden ser de dimensión infinita), así:
{\displaystyle P(t+s)=P(t)P(s)\,}
donde P(t) es la matriz de transición, es decir, si Xt es el estado del proceso en el momento t, entonces para dos estados cualesquiera i & j, tenemos
{\displaystyle P_{ij}(t)=P(X_{t}=j\mid X_{0}=i).\,}